# Victor Proudhon
Pour les articles homonymes, voir Proudhon.
Jean-Baptiste-Victor Proudhon, fils de Jean-Baptiste Proudhon, de Chasnans, et de Claude-Françoise Maire, né le 1er février 1758 à Chasnans (aujourd'hui dans le Doubs) et mort le 20 novembre 1838 à Dijon (Côte-d'Or), est un juriste français.
Il fut surtout connu comme professeur et doyen à l'École de droit de Dijon (création napoléonienne) et participa activement à l'élaboration du Code civil français. Jurisconsulte et criminaliste, on s'adressait à lui pour des litiges juridiques.
C'est un lointain cousin du théoricien socialiste Pierre-Joseph Proudhon.

## Biographie
Issu d’une famille de paysans aisée, si Proudhon était d’abord destiné à l’Église, il se tournera plutôt vers le droit en se consacrant aux études juridiques, jusqu’à sa mort.
Docteur en droit à Besançon au moment où éclate la Révolution, il adhère aux idées révolutionnaires très rapidement et, la réforme de l'administration locale ayant été décrétée, il est élu l'un des 36 membres du conseil du département du Doubs. Quelques mois plus tard, il devient juge à Pontarlier, délaissant ses fonctions administratives, où il siégera de 1790 à 1792 avant d’être juge de paix du canton de Nods, son canton natal. Les émoluments révolutionnaires lui coûteront plusieurs allers-retours entre différents postes, dans différentes juridictions et, en 1797, il deviendra professeur de législation à l’école centrale du Doubs. À la suite de la loi du 11 Floréal an X (1er mai 1802), les écoles de droit sont réorganisées et c’est Dijon qui deviendra école à la place de Besançon pour la  Franche-Comté. Par décret impérial en date du 17 janvier 1806, Proudhon est nommé professeur pour la première chaire de Code civil à l'École de droit de Dijon.
Proudhon était un juriste très apprécié avant et après sa nomination. Pour preuve, il avait dédicacé son Traité des Personnes à Cambacérès.
Le dernier tumulte dans la carrière de Proudhon aura lieu en novembre 1815, quelques mois après la défaite de Waterloo, la commission de l’Instruction Publique le suspend de ses fonctions de professeur et le prive de décanat au motif “d'être un bonapartiste exalté et de ne fréquenter habituellement que des jacobins”. Un an plus tard, tout rentrera dans l’ordre pour Proudhon qui récupèrera, non sans moult efforts, sa chaire et sa fonction de doyen acquise en 1808.
On dit que Proudhon voulait mourir sur la brèche et ses vœux furent exaucés. Il serait mort en surveillant l’impression de son dernier traité.

## Œuvre et doctrine
En tant que juriste, Proudhon a produit plusieurs œuvres d’autorité. En 1799, il publie le Cours de législation et de jurisprudence française sur l’état des personnes. Il étudie ainsi l’état civil, les questions relatives au statut, le mariage, ses formalités, ses conditions, la nature de son lien, ses effets sur les intérêts pécuniaires des époux, la filiation, l'adoption ou encore la tutelle et la curatelle. Cette étude met en exergue une harmonie des règles coutumières et de droit romain en la matière. Proudhon militera notamment pour le droit de tester et se démarquera en prenant des distances significatives avec le courant juridique révolutionnaire. Ses prises de positions seront en partie reprises et consacrées par le Code civil de 1804.

Le juge Merlin, ayant reçu son ouvrage, lui écrira une lettre datée du 5 avril 1804 qui disait ceci :
"Citoyen, j’ai reçu la lettre que vous m’avez fait l’honneur de m’écrire le 22 pluviôse dernier ; avant de vous répondre, j’ai voulu me ménager le tems de jeter un coup d’œil sur les deux volumes qui composent la première partie de votre cours de droit. Je l’ai fait, et le peu que j’en ai lu me donne l’idée la plus avantageuse de ce qui me reste à lire : instruction, méthode, logique, clarté, pureté de style, tout y est réuni. Heureux les élèves que vous formez ! Ils ne peuvent, sous un maître tel que vous, qu’être une excellente pépinière pour la magistrature et le barreau.".
Le Traité sur l’état des personnes de 1809 est un tournant non seulement pour Proudhon mais pour l’étude du droit. Ainsi naît l’école de l’Exégèse en ce que son Traité est un des tout premiers commentaires exégétiques du Code civil. Seule l’œuvre de Delvincourt, éditée un an plus tôt était aussi assimilée par certains à un commentaire exégétique. Avec Toullier et Delvincourt, Proudhon fut l’un des pères fondateurs de l’école de l’Exégèse, auxquels il faut ajouter Merlin et Malleville.
De fait, Proudhon suit l’ordre du Code civil depuis le titre préliminaire jusqu’à la fin du livre premier. Le droit romain est abondamment sollicité par Proudhon pour commenter le code Napoléon et proposer des solutions en l’absence de quelconque jurisprudence.
C’est ce traité qui marquera l’Histoire avec la création de l’Exégèse et dont la portée peut s’apprécier jusqu’à la fin du XIXème siècle. En effet, à partir de 1830, l’œuvre de Proudhon, mais aussi des autres pères fondateurs tels que Toullier et Delvincourt, voire Merlin et Maleville, sans oublier Chabot de l’Allier (“Commentaire sur la loi des succession”, 1805), se fait ressentir. On pourrait d’ailleurs distinguer dans la directe lignée des pères de l’Exégèse quatre sortes d’exégètes, une distinction mise en avant par la thèse de Nguyên : les grands commentateurs de Code civil (Duranton, Aubry et Rau, Demolombe, Taulier ou encore Demante), les commentateurs de second ordre (Larombière, Pont, Rodière, Massé), les groupes de juristes qui, à défaut d’œuvre écrite, furent, par leurs enseignements comme par leur influence, aussi calculée qu’artificielle des représentants de l'École (sic) tels que Bugnet et Valette et, enfin, ceux qui ont vulgarisé les principes de l'École tels que Mourlon (“répétitions écrites sur les trois examens du code civil”, 1846) et Baudry-Lacantinerie (“Précis de Droit civil”).

Proudhon a ensuite produit le Traité des droits d’usufruit, d’usage, d’habitation et de superficie, parfois considéré comme l’œuvre capitale du jurisconsulte. Certains iront même jusqu’à considérer le traité comme “son meilleur titre de gloire”. Proudhon y détaille les diverses applications que l’on doit faire à l’usufruit de presque toutes les règles du droit. Il commente en empruntant beaucoup à la législation de la Rome antique, ici encore. Proudhon gagnera ainsi la sympathie des jurisconsultes contemporains : Toullier, par une lettre datée de juillet 1824, lui écrira :
"Mon cher et très honoré collègue et ami, car j’ose vous appeler ainsi quoique nous ne nous soyons jamais vus, vous venez d’acquérir de nouveaux droits à mon estime et à mon amitié, par la noble indépendance de vos opinions en jurisprudence, et par la manière dont vous la traitez. J'ai fait aussi, moi, preuve d’indépendance, et j’ai combattu avec force certains arrêts, même de la Cour de cassation. Mais voilà que je deviens jaloux de vous. (...)”.
Il écrivit ensuite le Traité du domaine public. À ce sujet, Dumay commentait : “Si d’une part on conçoit l’importance de ce travail, on ne doit pas se dissimuler, de l’autre le caractère essentiellement mobile des lois qu’il a pour but de commenter. Aussi peut-on dire que l’auteur a fait là une œuvre plus utile à ses contemporains qu’avantageuse à sa gloire”. L’auteur divise son travail en quatre volumes : le premier est destiné aux droits et devoirs de l’homme, l’origine du droit de propriété et le pacte social. Le second volume est consacré aux chemins vicinaux et aux autorités compétentes pour statuer en la matière. Le troisième et le quatrième volume sont dédiés au régime des eaux : mers, fleuves, rivières, ruisseaux, torrents, rigoles, lacs, étangs, viviers … 
Enfin, Proudhon produit le Traité du domaine de propriété. Dans la première partie de ce traité, il expose en forme d’introduction les idées générales d’une grande élévation sur la propriété, sa nature, son origine, son influence sur la prospérité matérielle et le bonheur moral de l’homme. La deuxième partie est destinée à l’étude des biens meubles et immeubles. Dans la troisième partie, il détaille les diverses manières d’acquérir la propriété, d’après le droit des gens.

## Sources
- Cours de législation et de jurisprudence françaises, Imprimerie Tissot, 1798
- Cours de droit français, première partie, sur l'état des personnes et sur le titre préliminaire du Code Napoléon, Imprimerie Bernard-Defay, 1809
- Traité des droits d’usufruit, d'usage, d’habitation et de superficie, Imprimerie Victor Lagier, 1823-1827
- Traité du domaine public, ou De la distinction des biens considérés principalement par rapport au domaine public, Imprimerie Victor Lagier, 1833
- Traité du domaine de propriété, ou de la Distinction des biens considérés principalement par rapport au domaine privé, Dijon, Victor Lagier, 1839, 3 volumes, 1628 p., réédité en 1841 à Bruxelles[9].